# Herbert Axster

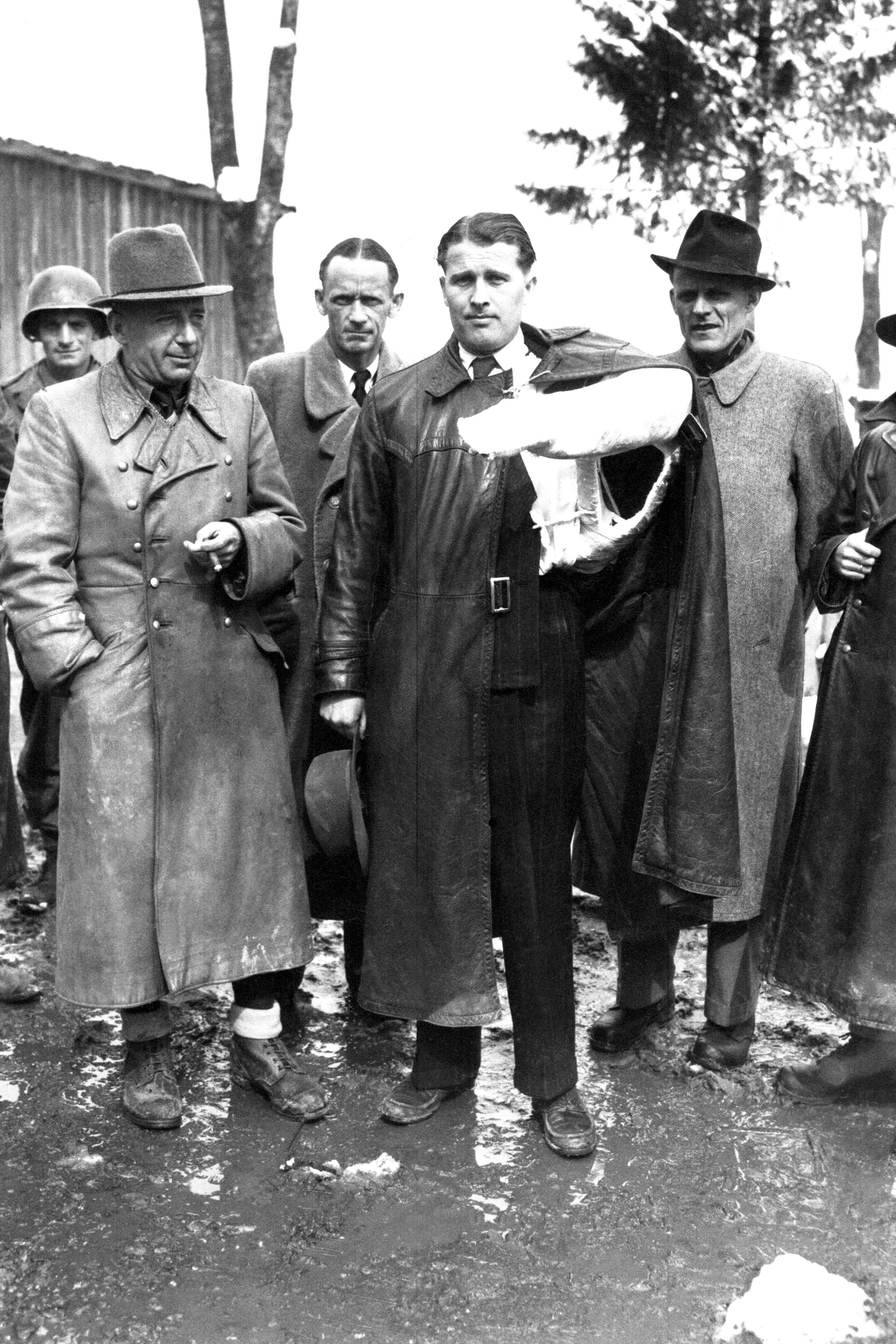
Herbert Axster (Dritter von links) mit Walter Dornberger (links mit Hut) und Wernher von Braun (Mitte) nach ihrer Festnahme durch die US Army in Österreich Anfang Mai 1945

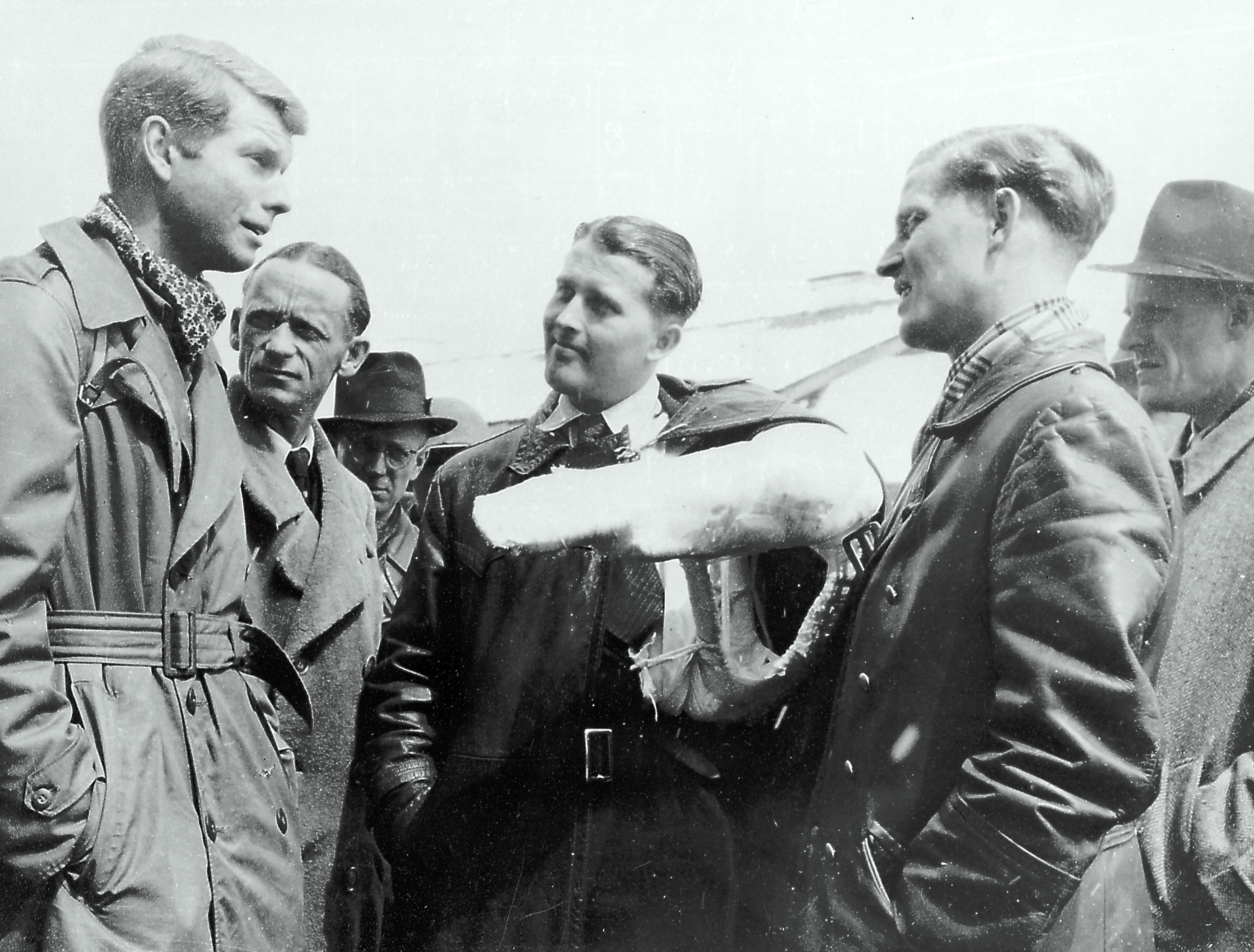
Herbert Axster (Zweiter von links) mit Wernher von Braun

Herbert Felix Albert Axster (* 3. November 1899 in Berlin; † 25. Mai 1991 in Düsseldorf) war ein deutscher Jurist, der von der Operation Paperclip betroffen war.

## Leben
Herbert Axster war der Sohn von August Axster, einem ursprünglich aus Wien stammenden Justizrat, Rechtsanwalt und Notar in Berlin und dessen Frau Marie-Luise (geb. Wulsten). Er schloss sein Jurastudium mit der Promotion zum Dr. jur. ab und arbeitete danach als Rechtsanwalt in Berlin. Daneben war er Schriftleiter der Zeitschrift für gewerblichen Rechtsschutz und Urheberrecht. Am 18. März 1922 heiratete er in Berlin die in Frankfurt (Oder) geborene Ilse Julie Auguste Mehl. Aus der Ehe gingen der Sohn Claus Christoph Douglas Erich Werner Axster (* 26. März 1923 in Berlin) und die Tochter Ilse Wendelin Axster (* 16. Februar 1926 in Berlin) hervor.
Er war u. a. befreundet mit der Reformpädagogin Maria Montessori, die auch auf seinem Landhaus auf der Insel Usedom zu Gast weilte. Herbert Axster war Vorsitzender des bis 1936 bestehenden Vereins Montessori-Pädagogik Deutschlands.
Am Ende des Zweiten Weltkrieges gehörte Herbert Axster zu denjenigen Personen, die aufgrund ihrer Spezialkenntnisse des nationalsozialistischen Raketenprogramms in Peenemünde im Rahmen der Operation Paperclip (engl. paperclip = Büroklammer) 1945 in die USA gebracht wurden. Er war bis 1945 der Rechnungsführer von Wernher von Braun gewesen und wurde später als „notorischer Unterstützer und Nutznießer des Naziregimes“ bezeichnet.
Im Januar 1947 begann Herbert Axster für die US-Regierung in Fort Bliss zu arbeiten.
In den 1950er Jahren kehrte er nach Deutschland zurück. In Düsseldorf gehörte er 1965 zu den Mitbegründern der Studienvereinigung Kartellrecht, deren Vorstandsmitglied er wurde.
Er war Mitglied des Corps Palatia Bonn.

## Schriften (Auswahl)
- Das „marktbeherrschende Unternehmen“ im Entwurf eines Gesetzes gegen Wettbewerbsbeschränkungen, Köln/Berlin, 1956.
- (mit anderen Autoren): Handbuch des Aufsichtsrates, München, Verlag Moderne Industrie, 1972.